# УКРАВТО ГРУП
УКРАВТО ГРУП — украинская транснациональная компания, дистрибьютор и поставщик сервисных услуг на Украине. УКРАВТО ГРУП — единственный на Украине производитель автомобилей, владеющий технологией полномасштабного производства. Владелец, Почётный Президент / Председатель Правления — Васадзе Тариэл Шакрович.

## История

### 1969—1989
История корпорации УКРАВТО ГРУП начинается с создания Главного управления технического обслуживания и ремонта автомобилей в 1969 году, в составе которого находились 7 региональных производственных управлений и около 50 сервисных центров. Позже они были реорганизованы в Украинское арендное производственное объединение «Автосервис». В его состав вошли 7 региональных центров, 25 областных предприятий, 105 станций техобслуживания и 90 салонов по продаже запасных частей.

### 1990—2000
При обретении Украиной независимости произошли значительные структурные преобразования в корпорации, которая в 1992 году трансформировалась в открытое акционерное общество «Украинская автомобильная корпорация» или сокращённо на то время — корпорацию УкрАВТО. В этом же году в сети УкрАВТО украинцам стали официально доступны автомобили Toyota и Nissan.
В 1994 году компания УкрАВТО стала эксклюзивным импортёром автомобилей Mercedes-Benz и представителем Daimler AG в Украине. Для обеспечения запасными частями сети автосервисных центров в 1998 году была создана дистрибьюторская компания «ЗИП-Авто».

### 2000-сегодня

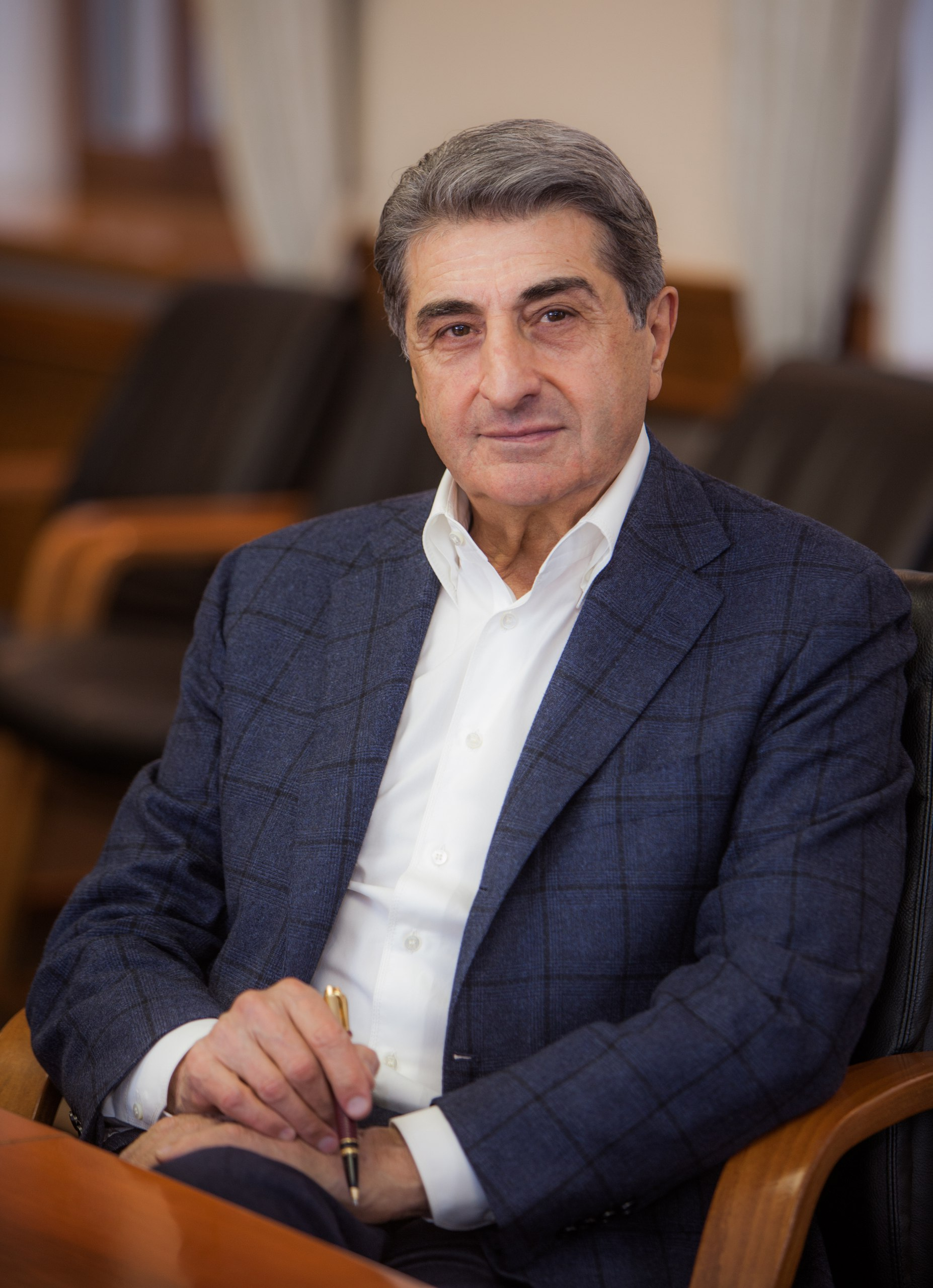
Васадзе, Тариэл Шакрович

В 2002 году флагман украинского автомобилестроения, завод, производящий автомобили по полному циклу — от листа металла, до испытательного трека «АвтоЗАЗ-Daewoo» вошёл в состав Корпорации. В результате подписания в 2003 году дистрибьюторского соглашения с General Motors автомобили Opel и Chevrolet появились в портфеле и на конвейере Украинской автомобильной корпорации в результате подписания в 2003 году дистрибьюторского соглашения с General Motors.
В 2004 году УкрАВТО заключило соглашение о дистрибуции, а впоследствии — и производство автомобилей бренда Chery. В 2005 году к составу Корпорации присоединяется завод FSO по производству автокомпонентов в Варшаве. В этом же году на ЗАЗ состоялся запуск полномасштабного производства автомобилей Chevrolet Lanos.
В 2008 году компания начала дистрибуцию автомобилей KIA, а также производство совместно с General Motors — Chevrolet Aveo на FSO. По лицензии Chery в 2011 году на ЗАЗ стартовало производство ЗАЗ Forza, а в 2012 — ЗАЗ Vida по лицензии General Motors.
В 2013 году Корпорация УкрАВТО начала дистрибуцию итальянских брендов Ducati и Maserati.
1 декабря 2021 Украинская автомобильная корпорация подписала дистрибьюторское соглашение с китайским автогигантом Geely, чтобы вернуть марку в Украину.
В 2023 году УкрАВТО официально возвращает на украинский рынок бренд SsangYong под новым названием KGM с абсолютно новым модельным рядом внедорожников.
С 1994 года Украинская автомобильная корпорация продала более 1 400 000 автомобилей. За последние 10 лет, с 2013 по 2023 год, услугами по техническому обслуживанию и ремонту через сеть УкрАВТО по всей территории Украины прошли почти 2 500 000 автомобилей.
В июле 2024 года ООО «Украинская автомобильная корпорация» начинает работать как национальная сеть УКРАВТО ГРУП. Вслед за материнской компанией свои названия изменили и все дилерские центры, входящие в УКРАВТО ГРУП по всей Украине, отныне они имеют названия «Автомобильный дом УКРАВТО Украина», «Автосамит УКРАВТО», «УКРАВТО Голосеевский», «УКРАВТО Киев», «УКРАВТО Львов», «УКРАВТО Днепр», «УКРАВТО Одесса» и другие.

## Производство
В 1998 году, после обновления производства Запорожского автомобилестроительного завода, компания начала выпускать автомобили Lanos, Nubira, Leganza и модернизированные «Таврии», которые имели высокий спрос на авторынке Украины. В 2002 году ЗАЗ полностью перешёл в управление Корпорации УКРАВТО ГРУП. Мощность завода рассчитана на полномасштабный выпуск около 150 000 автомобилей ежегодно, а предприятие получает достойную оценку потенциальных партнёров с мировым именем: на конвейер Запорожского автомобилестроительного завода становятся модели концернов GM DAT и Opel AG. Производство автомобилей на мощностях «ЗАЗ» обеспечивается примерно 500 поставщиками оборудования и комплектующих. Среди них — почти 400 украинских предприятий и более 100 зарубежных. Производственные мощности завода состоят из прессового, сварочного, покрасочного и сборочного производств, а также развитой производственной базы для изготовления автомобильных комплектующих.
В настоящее время завод производит современные автобусы городской, пригородной и школьной модификации: А08 — городской низкопольный, пригородный и школьный, А10 — городской низкопольный, пользующиеся большим спросом в общинах Украины.

## Автосервисное обслуживание
Сеть автосервисных центров Корпорации УКРАВТО ГРУП обслуживает 15 000 автомобилей в месяц по технологическим требованиям и стандартам изготовителей с помощью соответствующего диагностического оборудования и специализированного инструмента на собственных дилерских центрах, расположенных по всей стране.

### Кузовной ремонт автомобилей
УКРАВТО ГРУП сотрудничает со страховыми компаниями из ТОП-20. За последние годы около 20 000 автомобилей прошли восстановительный ремонт. Группа имеет собственную страховую компанию группы «Экспресс страхование», принимающую заявления о ДТП, осмотр автомобиля, калькуляцию и согласование ремонта со страховой компанией в одном месте.

## Структура компании
- Дистрибуция в Украине: Автокапитал (Mercedes-Benz), Фалькон-Авто (KIA), автофилия Гранд Автомотив (Maserati, Ducati), Си Эй Автомотив (Chery), АВТО МОТОР ГРУП (Jetour),[27] Гранд Автомотив (Geely), Юниверсал Моторз Груп (KGM, автобусы ЗАЗ)[5][15].
- Авторизированное дилерство: Toyota, Nissan, Renault, Opel, Peugeot[2].
- УКРАВТО ГРУП владеет широкой дилерской сетью, насчитывающей более 50 современных официальных дилерских центров, где представлены известные бренды: Mercedes-Benz, Maserati, KIA, Chery, Geely, Toyota, Renault, Nissan, Peugeot, Opel, KGM, мотоциклы Ducati и автобусы ЗАЗ. Кроме того, группа занимается профильным восстановительным ремонтом на своих специализированных центрах, имеет центры мультибрендингового обслуживания.
- Дистрибуция за границей: Автокапитал Азербайджан (Mercedes-Benz), Гранд Автомотив Азербайджан (Maserati),[28] Автокапитал Казахстан (представлен также в Таджикистане, Кыргызстане, Туркменистане; бренд — Mercedes-Benz), Гранд Автомотив Азия (Maserati), Автокапитал Узбекистан (Mercedes-Benz)[29][30].
- Продажа автомобилей с пробегом: АвтоХит[31].
- Производство: Запорожский автомобилестроительный завод[23].
- Финансовый сервис: Экспресс страхование — страховая компания, созданная в 2008 году. Экспресс кредит предлагает условия кредитования от ведущих банков-партнёров, а также оформление договора кредитования в автосалонах УКРАВТО ГРУП. Лизинг транспортных средств от Укравтолизнг[25][26][32].
- Мощная собственная логистика и экспедиция. Доставка собственными автовозами и грузовиками. АСКО-ЭКСПЕДИЦИЯ[33].
- Сеть мега складов в Киеве и Одесском регионе. Центральный логистический центр и Черноморский логистический центр[34].
- Автозаправочные комплексы: Grand Petrol — сеть АЗС, предлагающая литовское топливо производства НПЗ Orlen Lietuva[5][35].
- Другие направления деятельности: парк-гостиница Kidev, украинский ресторан Первак, многопрофильный туроператор Гермес Тревел Груп[10][36][37].

## Товары
- Mercedes-Benz
- Toyota
- Kia
- Chery
- Jetour
- GEELY
- Renault
- Peugeot
- Maserati
- Opel
- Ducati
- KGM (SsangYong)
- ЗАЗ